# Пам'ятник Іванові Огієнку (Винники)
Пам'ятник Іванові Огієнку у Винниках — пам'ятник видатному українському вченому, митрополиту (від 1944), політичному, громадському і церковному діячу,  мовознавцю, історику церкви, педагогу, дійсному члену Наукового Товариства імені Тараса Шевченка (від 1922) Іванові Огієнку на головній вулиці Галицькій у місті Винниках (біля Львова)

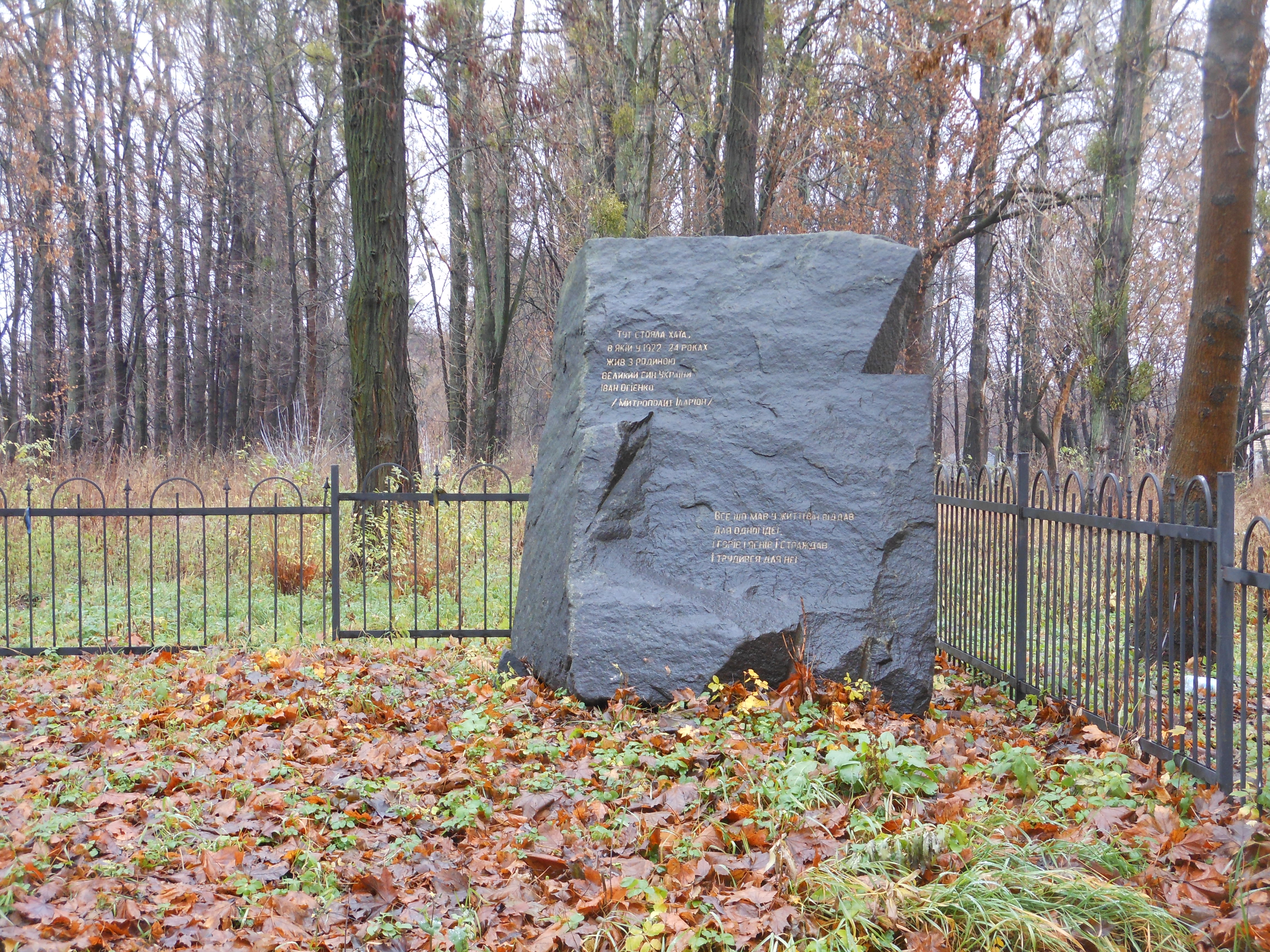
Пам'ятний знак на місці хати, де проживав І.Огієнко

Пам'ятник було відкрито у жовтні 2010 р. (меценати — С. Уваров і Г. Козловський). Скульптор — Петро Бузина. Освятили пам'ятник священники греко-католицької і православної конфесій. Пам'ятник стоїть на вулиці Галицькій (біля ресторану «Гетьман»). Поблизу пам'ятника, у червні 1997 р., встановлено пам'ятний знак, на якому викарбувано: «Тут стояла хата, у якій у 1922—1924 рр. жив з родиною Іван Огієнко — великий син українського народу».